# 铁还原单胞菌科
铁还原单胞菌科（学名：Ferrimonadaceae）为交替单胞菌目的一个科。此科的模式属为铁还原单胞菌属（Ferrimonas）。

## 下级分类
- 铁还原单胞菌属 Ferrimonas Rosselló-Mora et al. 1996
- 副铁还原单胞菌属 Paraferrimonas Khan and Harayama 2007